# Henrik Eriksson (journalist)
Henrik Eriksson, född 28 juni 1986 i Mariefred, är en svensk journalist. Han är utbildad journalist vid Kaggeholms Folkhögskola, och arbetar sedan 2013 som chefredaktör på Nyheter24.
Henrik Eriksson driver sedan 2017 Nyheter24:s podcast Studio Allsvenskan tillsammans med författaren Marcus Birro och sportjournalisten Hugo Månsson.